# Ulrich Syberg
Ulrich Syberg (* 1955 in Castrop-Rauxel) war von 2010 bis 2021 Bundesvorsitzender des Allgemeinen Deutschen Fahrrad-Clubs (ADFC), welcher als TÖB anerkannt ist.
Syberg ist SPD-Kommunalpolitiker und Mitglied des Rates der Stadt Herne. Hier ist er Vorsitzender des Ausschusses für Planung und Stadtentwicklung. Ebenso ist er verkehrspolitischer Sprecher der SPD im Ausschuss für Mobilität beim Ruhrparlament. Hauptberuflich war er als verbeamteter Ingenieur für Vermessungstechnik beim Kreis Recklinghausen bis 2021 beschäftigt. 
Syberg ist verheiratet und hat eine erwachsene Tochter.